# L'orologio del campanile
L'orologio del campanile (Clock Cleaners) è un film del 1937 diretto da Ben Sharpsteen. È un cortometraggio d'animazione della serie Mickey Mouse, distribuito negli Stati Uniti dalla RKO Radio Pictures il 15 ottobre 1937. Nel 1994 si è classificato al 27º posto nel libro The 50 Greatest Cartoons. È noto anche coi titoli Tre sul campanile, L'orologio della torre, I pulitori di orologi e Pulitori di orologi.

## Trama
Topolino, Paperino e Pippo hanno il compito di pulire una torre dell'orologio. Topolino pulisce la facciata dell'orologio con una scopa, mentre Pippo lava gli ingranaggi con un grande spazzolino da denti. Invece Paperino, ignorando i vari segnali di pericolo, si occupa della molla principale, così incastra la scopa nella molla e la fa scattare. Nel frattempo Topolino, facendo pulizia all'interno dell'orologio, si imbatte in una cicogna addormentata, e tentando invano di spostarla rimane appeso a una corda al di fuori della torre. All'interno, Paperino non riesce a sistemare la molla e, dopo averci litigato, rimane con la testa incastrata in un bilanciere. Quando se ne è liberato, il suo corpo continua a muoversi per l'oscillazione.
Intanto Pippo pulisce la campana esterna cantando "Asleep in the Deep". Durante la pulizia dell'interno della campana, arrivano le ore 4.00 e così due statue meccaniche (che hanno l'aspetto di Padre Tempo e della Statua della Libertà) arrivano da dentro la torre e suonano la campana a turno quattro volte. Dopo essere stato sorpreso dai primi tre rintocchi, Pippo si prepara ad affrontare l'avversario, ma quando vede che si tratta di una "donna" si inchina prendendosi un gran colpo sulla testa che lo fa rimanere intontito. Mentre barcolla in giro come un ubriaco, Pippo rischia più volte la vita venendo salvato da Topolino, finché i due volano attraverso una finestra e atterrano sulla molla che Paperino è finalmente riuscito a mettere di nuovo a posto. Tutti e tre rimbalzano finendo sullo stesso bilanciere in cui era stato bloccato in precedenza Paperino, subendone gli stessi effetti.

## Distribuzione

### Edizione italiana
Il corto fu distribuito in Italia nel 1938 in lingua originale, per poi essere ridistribuito il 12 marzo 1964 come parte del programma Pippo, Pluto e Paperino allegri masnadieri. Il primo doppiaggio conosciuto fu eseguito nel 1979 dalla DEFIS originariamente per il film di montaggio Buon compleanno, Topolino (1978), ma fu poi impiegato anche per la trasmissione televisiva del corto singolo. In tale occasione, Paperino fu doppiato in oversound mentre i dialoghi della molla rimasero in inglese. Nel settembre 1989 il corto fu incluso nella VHS Topolino & soci con un nuovo doppiaggio ad opera della Royfilm con dialoghi di Andrea De Leonardis; anche in questo caso la molla non fu doppiata, e nemmeno la parte cantata di Paperino. Tale doppiaggio fu utilizzato in home video fino al 2010, quando la stessa società ne ha eseguito un altro per la trasmissione nel programma Topolino che risate!, diretto da Leslie La Penna; quest'ultimo doppiaggio, che ha sostituito in toto i precedenti, presenta i dialoghi della molla in italiano (gli altri sono perlopiù uguali a quelli della versione precedente). La direzione musicale di quest'ultimo doppiaggio è di Ermavilo e i testi delle canzoni (inclusa quella di Paperino, in questo caso doppiata) sono di Lorena Brancucci.

### Edizioni home video

#### VHS
America del Nord
- Mickey's Crazy Careers (1984)
- Fun on the Job! (19 giugno 1992)

Italia
- Cartoon Festival I (settembre 1982)[6][7]
- Topolino & soci (settembre 1989)
- Topolino lupo di mare (marzo 1994)
- Topolino: 70 anni di avventure (22 dicembre 1998)[8]
- Il mio eroe Topolino (23 marzo 2004)

#### DVD
Una volta restaurato, il cortometraggio fu distribuito in DVD nel secondo disco della raccolta Topolino star a colori, facente parte della collana Walt Disney Treasures e uscita in America del Nord il 4 dicembre 2001 e in Italia il 21 aprile 2004. Fu incluso anche nella prima edizione DVD di Basil l'investigatopo, uscita in America del Nord il 23 luglio 2002 e in Italia il 23 gennaio 2003. In Italia il corto è incluso, senza i titoli di testa e di coda, anche nell'antologia VHS e DVD Il mio eroe Topolino (uscita il 23 marzo 2004), mentre in America del Nord nel DVD Funny Factory with Goofy, uscito il 21 novembre 2006. È stato successivamente inserito, con un nuovo restauro, nel secondo volume della collana dedicata al programma Topolino che risate!, uscito in America del Nord il 26 ottobre 2010 e in Italia il 19 gennaio 2011.

## Censura
Negli anni novanta l'organizzazione cristiana fondamentalista American Family Association persuase la Walmart a interrompere la vendita della VHS Fun on the Job! che includeva L'orologio del campanile, lamentando la presenza di un linguaggio volgare da parte di Paperino durante il suo litigio con la molla. Benché le risposte della molla (che fanno eco alle parole di Paperino) smentiscano tali accuse, le proteste furono sufficienti perché la Disney, restaurando il corto per la raccolta DVD Topolino star a colori, sostituisse le due battute incriminate con clip audio provenienti dal corto Pattinaggio (1935). L'orologio del campanile ha conservato tali censure fino al nuovo restauro del 2010, che ha ripristinato i dialoghi originari (così come i titoli d'epoca).